# Bernd Eichwurzel
Bernd Eichwurzel (født 25. oktober 1964 i Oranienburg) er en tysk tidligere roer, olympisk guldvinder og tredobbelt verdensmester.

## Karriere

### Roning
Eichwurzel gjorde sig første gang bemærket på den internationale roscene, da han i 1981 var med til at blive verdensmester for DDR ved junior-VM i firer med styrmand og året efter i toer uden styrmand. Som senior kom han igen til at ro firer med styrmand og var her med til at vinde VM-sølv i 1983. I lighed med de øvrige østtyske sportsfolk kunne han ikke deltage i OL 1984 i Los Angeles, da DDR sammen med flere andre østeuropæiske nationer boykottede disse lege.
I 1985 var Eichwurzel forsat med i den østtyske firer med styrmand, der dette år vandt VM-bronze, inden han var med til at blive verdensmester i samme båd de to følgende år.
I 1988 var han igen med i fireren med styrmand ved OL i Seoul, hvor Frank Klawonn, Bernd Niesecke, Karsten Schmeling og styrmand Hendrik Reiher udgjorde bådens øvrige besætning. Østtyskerne vandt først deres indledende heat i ny olympisk rekordtid, og derpå vandt de deres semifinale. I finalen var de atter overlegne og vandt med næsten tre sekunder ned til Rumænien på andenpladsen, mens New Zealand fik bronze.
I 1989 blev østtyskerne nummer fire ved VM i fireren med styrmand og sluttede af med endnu et verdensmesterskab, fortsat med Eichwurzel i båden, hvorpå han indstillede sin elitekarriere. Ud over de internationale resultater opnåede han at blive østtysk mester i firer med styrmand i 1986 og 1988.

### Videre karriere
Eichwurzel var politimand indtil den tyske genforening. Herefter blev han chauffør.

## OL-medaljer
- 1988:  Guld i firer med styrmand